# Yucateco el Pedregal
Yucateco el Pedregal är en ort i Mexiko.   Den ligger i kommunen Las Choapas och delstaten Veracruz, i den sydöstra delen av landet, 600 km öster om huvudstaden Mexico City. Yucateco el Pedregal ligger 55 meter över havet och antalet invånare är 192.
Terrängen runt Yucateco el Pedregal är huvudsakligen platt, men söderut är den kuperad. Terrängen runt Yucateco el Pedregal sluttar norrut. Runt Yucateco el Pedregal är det ganska glesbefolkat, med 29 invånare per kvadratkilometer. Närmaste större samhälle är Francisco Martínez Gaytán, 13,8 km norr om Yucateco el Pedregal. Omgivningarna runt Yucateco el Pedregal är en mosaik av jordbruksmark och naturlig växtlighet.